# Nacobbus
Genre
Nacobbus est un genre de nématodes de la famille des Pratylenchidae, originaire d'Amérique.

## Liste d'espèces
Selon Catalogue of Life (27 sept. 2013) :
- Nacobbus aberrans
- Nacobbus batatiformis
- Nacobbus dorsalis
- Nacobbus seredipiticus

Selon ITIS (27 sept. 2013) :
- Nacobbus aberrans
- Nacobbus batatiformis
- Nacobbus dorsalis
- Nacobbus seredipiticus

Selon NCBI (27 sept. 2013) :
- Nacobbus aberrans
- Nacobbus bolivianus